# Добрилово (Вологодская область)
Добрилово — деревня в Кирилловском районе Вологодской области.
Входит в состав Липовского сельского поселения, с точки зрения административно-территориального деления — в Липовский сельсовет.
Находится на полуострове озера Егорьевское. Расстояние до районного центра Кириллова по автодороге — 2 км, до центра муниципального образования Вогнемы по прямой — 15 км. Ближайшие населённые пункты — Шидьеро, Кулига, Зуево, Погорелово.
По переписи 2002 года население — 1 человек.